# Fall Ochsenfurt

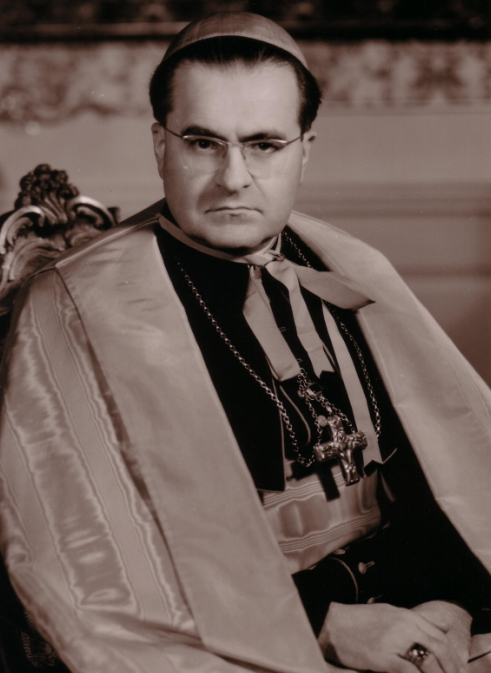
Julius Döpfner

Der Fall Ochsenfurt, auch Ochsenfurter Zwischenfall genannt, war ein Ereignis im Jahr 1953 im Zusammenhang mit der Einweihung der Zuckerfabrik  im unterfränkischen Ort Ochsenfurt (Landkreis Würzburg). Er betraf den damaligen Würzburger Bischof Julius Döpfner.

## Geschichte
Am 28. Juni 1953 sollte die neue Zuckerfabrik von Ochsenfurt eröffnet und kirchlich gesegnet werden. Traditionsgemäß vereinbarte Döpfner, dass auf Grund der Mehrheit der katholischen Bevölkerung in der Region nur der Vertreter der katholischen Kirche die Segnung vornehmen sollte. Dementsprechend verweigerte er, als er in Ochsenfurt von der geplanten Teilnahme des evangelischen Würzburger Dekans Wilhelm Schwinn (1905–1974) erfuhr, eine gemeinsame Zeremonie mit dem Dekan. Auf dem Weg zur Zuckerfabrik versuchten berittene Protestanten, Döpfners Zug zu sprengen; die Polizei musste die Situation auflösen.
Laut Erklärung des Bischöflichen Ordinariats Würzburg vom 28. Juni 1953 habe Döpfner erst am Morgen der geplanten Zuckerfabrik-Weihe von der Teilnahme des evangelischen Dekans erfahren und angekündigt, im Falle einer Weihe durch Schwinn Ochsenfurt sofort zu verlassen. Das Programm wurde, so das Ordinariat, erst am Tag vor der Weihe fertiggestellt und sei Döpfner nicht zugesandt worden. Nach Darstellung des Evangelisch-Lutherischen Dekanats habe Döpfner das Programm bereits zwei Wochen vor der Weihe erhalten.
Der „Fall Ochsenfurt“ erfuhr eine hohe Aufmerksamkeit in der Presse. Sowohl das Ordinariat als auch das Dekanat bemühten sich um Schadensbegrenzung. Das Würzburger Katholische Sonntagsblatt warf die Frage auf, ob – nicht im Sinne des Kirchenrechts, sondern im Sinne der christlichen Brüderlichkeit – die ökumenischen Bemühungen umsonst gewesen sein sollten. Die Presse war sich darin einig, dass die Frage nach der Parität beider Konfessionen in Bayern wieder akut geworden war.
Die bayerische CSU befürchtete Stimmenverluste bei der Bundestagswahl 1953 und befürchtete, in Zukunft weniger evangelische Bundestagskandidaten aufstellen zu können. Nach der Intervention durch Bundespräsident Theodor Heuss schickte Bundeskanzler Konrad Adenauer den in heiklen diplomatischen Situationen erfahrenen Ministerialdirektor Hans Globke vom Bundeskanzleramt zur Unterredung mit Döpfner. Die Presse sah darin eine Bestätigung der politischen Wirkung des Vorfalls.
Döpfner selbst schrieb am 9. August 1953 aus seinem Schweizer Urlaubsort einen Versöhnungsbrief an Schwinn. Döpfner betonte, dass ihm eine Kränkung der evangelischen Christen, der evangelischen Kirche und damit auch Schwinns Person fern lag. Es schmerzte ihn, dass sein Handeln so aufgefasst wurde. Der Vorfall habe ihm die Notwendigkeit einer brüderlichen Begegnung bewusst gemacht.
Wie Kirchenhistoriker Klaus Wittstadt ausführt, kann man nicht davon ausgehen, Döpfner sei gegen die Ökumene gewesen. Dies habe Döpfner mehrmals, wie in seiner Predigt zum Abschluss des Weltgebetsoktavs, seiner Silvesterpredigt von 1952 einer Predigt zum Weltgebetsoktav von 1957 sowie seinem Pontifikalamt vom Kilianisonntag 1955 deutlich gemacht.
Wie Agathe Schwinn, die Tochter von Dekan Wilhelm Schwinn, im Jahr 2014 erklärte, habe ihr Vater nach einem kurzen Gespräch mit Döpfner erkannt, dass auf Grund der katholischen Mehrheit in der Bevölkerung die Weihe Döpfner vorbehalten gewesen sei und Schwinn eigentlich nicht hätte kommen dürfen. Sowohl vor dem Vorfall als auch danach verband beide Männer, so Agathe Schwinn, eine innige Freundschaft.
Auslöser des Zwischenfalls war ein schlichtes Kommunikationsproblem. Demnach hatte Dekan Schwinn bei der Grundsteinlegung für die Zuckerfabrik im Jahr 1951 in Zivil teilgenommen, was den interkonfessionellen Konventionen entsprach. Bei der Einweihung im Jahr 1953 hatte der Direktor der Zuckerfabrik dem katholischen Geistlichen von Ochsenfurt Josef Braun mitgeteilt, dass er für die Einweihung die gleiche Vorgehensweise wünschte und war fälschlicherweise davon ausgegangen, dass seine Nachricht Dr. Holitz, den Organisator der Einweihung, erreichen würde. Dieser wiederum hatte anscheinend angenommen, der katholische und der evangelische Geistliche von Ochsenfurt hätten das diesbezügliche Vorgehen bereits von sich aus untereinander besprochen.
Wie der Domkapitular Theodor Kramer feststellte, haben die Wirkungen des Vorfalls Döpfner nie ganz losgelassen. Dies zeigt eine Schilderung des Vorfalls in „Meine Fränkischen Jahre“, wo Döpfner diesen kurz vor seinem Tod als schwerste Prüfung seiner fränkischen Jahre bezeichnete und betonte, dass sein Image nach dem Vorfall in keinster Weise seinen Intentionen entsprach. Am 8. Mai 1957 stellte er in einer schriftlichen Bemerkung gegenüber Papst Pius XII., erleichtert fest, dass die Reserve der evangelischen Christen ihm gegenüber deutlich zurückgegangen war.